# 청등홍등
청등홍등은 1968년 공개된 대한민국의 영화이다.

## 배역
- 신성일
- 고은아
- 허장강
- 황정순
- 이낙훈
- 최남현
- 안인숙